# George Henry Corliss

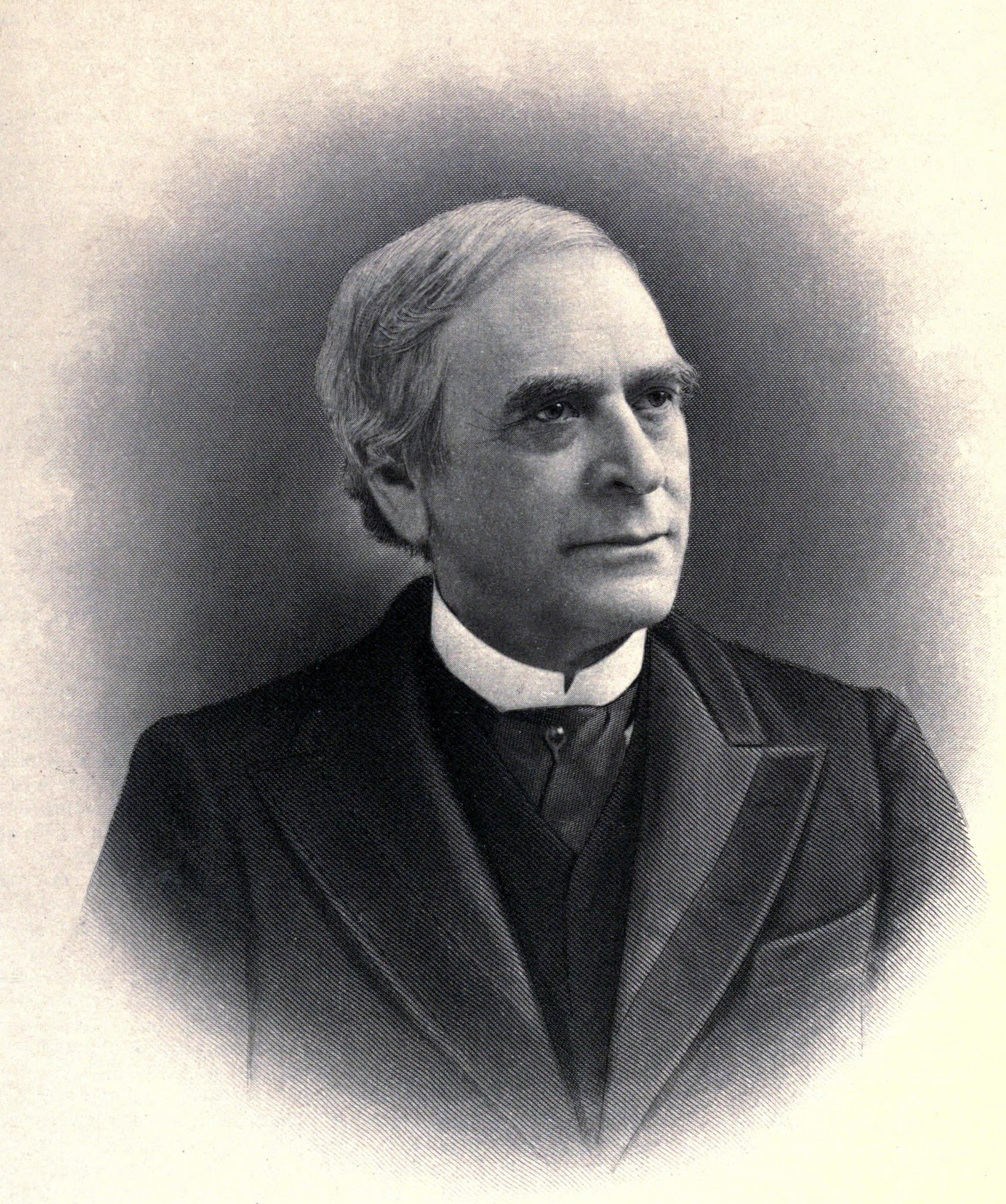
George Henry Corliss

George Henry Corliss (ur. 2 czerwca 1817 w Easton, zm. 21 lutego 1888 w Providence) – amerykański inżynier i wynalazca. Specjalizował się w inżynierii mechanicznej. W 1849 roku znacząco ulepszył parowy silnik tłokowy wyposażając go w stawidło o oryginalnej konstrukcji. Jednym z jego wynalazków była maszyna do nacinania kół zębatych. Założył fabrykę silników parowych.